# Camisas Rojas (México)
Los Camisas Rojas eran una organización política fundada por el Gobernador de Tabasco, México, Tomás Garrido Canabal durante su segundo período. Recibieron el característico nombre por su uniforme compuesto de camisas rojas, pantalones negros y boinas rojas. Estaba conformado por hombres y mujeres de entre 15 y 30 años de edad, con formación ideológica socialista, muy parecida al estalinismo y su abierta posición anticlerical Durante la campaña armada activa por los acuerdos anticlericales de la constitución de 1917, destruyeron sistemáticamente edificios clericales e iglesias.

## Historia
Aparte de la religión, los Camisas Rojas también atacaron otras cosas que consideraban perjudiciales para el progreso, sobre todo alcohol. Han sido descritos como "fascista"; sin embargo, el himno de los Camisas Rojas era la La Internacional, ampliamente considerada como el himno socialista, y Garrido nombró a uno de sus hijos en honor a Vladimir Lenin, y el mismo se consideraba un Bolchevique.
Algunos estudiosos han catalogado algunas políticas autoritarias de Garrido eran más parecidas a las dictaduras de derecha europeas, aunque deseaba convertir el estado tradicionalmente conservador de Tabasco en un modelo socialista y luchó por causas socialistas. Tabasco ha sido llamado una "tiranía socialista" por Martin C. Needler, decano de la Escuela de Estudios Internacionales de la Universidad del Pacífico en California. Garrido también invitó al Primer Congreso de Estudiantes Socialistas a reunirse en el estado de Tabasco y creó una forma de educación socialista a la que denominó "racionalista".
Los Camisas Rojas han sido descritos como "tropas de choque de adoctrinamiento para la intensa campaña contra 'Dios y la religión'". Los Camisas Rojas también fueron utilizados contra la revuelta del Cristeros, un levantamiento contra la persecución de los católicos por parte del gobierno de Plutarco Elías Calles.
Los Camisas Rojas practicaron matrimonios socialistas, y dos miembros de Camisas Rojas, José Correa y Victoria Ley, pronunciaron sus propios votos:

Ante la sociedad, ante el compañero Tomás Garrido Canabal, y todos los presentes, declaramos que nos hemos unido en matrimonio por nuestra expresa voluntad

Y otros dos miembros enviaron invitaciones:

J. Felix Gutierrez y Amalia Gonzalez tienen el honor de os invitamos al acto matrimonial civil y socialista, a realizarse a las 21 horas del día 17 del presente mes en la calle Gómez Farías 305. Por favor hónranos...

En 1934 Garrido fue nombrado secretario de agricultura Lázaro Cárdenas, con la esperanza de contener a los Camisas Rojas de esa manera. Sin embargo, Garrido se llevó a los Camisas Rojas a la Ciudad de México en la Universidad Nacional Autónoma de México para intervenir en la política estudiantil..

### Actividades en Tabasco
Los camisas rojas actuaban como una organización paramilitar; participaron en la campaña desfanatizadora como le llamó Garrido, realizando acopio de imágenes y de cualquier artículo religioso para posteriormente destruirlos en las plazas de los pueblos, fueron los encargados de realizar los cierres de iglesias, se sabe que de los 85 templos que había en el estado 68 fueron convertidos en escuelas, el resto fueron destruidas; también participaron en la campaña antialcohólica promovida por Tomás Garrido Canabal, confiscando y deteniendo a cualquiera que se encontrara en posesión o que fabricará bebidas alcohólicas, lo cual les hacía acreedores de una multa o incluso la cárcel.  
En 1934 se llevó a cabo el primer congreso de estudiantes socialistas en Villahermosa, donde asistieron 225 representantes de los diferentes estados del país; como parte de los eventos los camisas rojas realizaron un desfile para demostrar la fuerza que tenían en Tabasco, se mostraron varios contingentes de jóvenes y organizaciones socialistas de trabajadores.

### Tiroteo en la Ciudad de México
En la mañana del domingo 30 de diciembre de 1934, aproximadamente 60 Camisas Rojas de Tabasco, que habían estado organizando manifestaciones antirreligiosas que incluían el cuestionamiento de la existencia de Dios, participaron en un enfrentamiento frente a la iglesia San Juan Bautista en la Ciudad de México que mató a cinco católicos que recibieron disparos y muchos más fueron heridos. Los camisas rojas gritaron al momento de los tiros «¡Viva la Revolución!». Fallecen por las balas María de la Luz Cirenia Camacho González, J. Inés Mendoza, Ángel Calderón, Inocencio Ramírez y Andrés Velázquez. Esto ocasionó una reacción de la comunidad católica en México y del entonces presidente Lázaro Cárdenas. En el incidente también un camisa roja es linchado hasta la muerte por la multitud. El gobierno de Lázaro Cárdenas arrestó a 62 camisas por participar en el ataque, así como 3 católicos que lincharon al militante.
A causa de este incidente y del rompimiento entre el presidente Cárdenas y el General Calles, el líder de los camisas rojas Tomás Garrido Canabal incondicional de Calles, se vio obligado a renunciar a la Secretaría de Agricultura y Ganadería el 15 de junio de 1935 y regresó a Tabasco. En 1935, después de ordenar a sus Camisas Rojas que mataran a activistas católicos en la Ciudad de México que buscaban regresar a Tabasco, Garrido se vio obligado a dimitir y exiliarse en Costa Rica. Posteriormente, sus grupos paramilitares, incluidos los Camisas Rojas, fueron desmantelados.[cita requerida]

### Himno de los camisas rojas
I. 
Adelante, Adelante
Juventud, ha sonado la hora
de poner nuestro esfuerzo vibrante
en esta obra de acción redentora
que nos marca horizontes triunfantes.
II.
Es preciso que no seamos reacios
al papel que el deber nos señala,
no temamos vileza ni espacios
que en el alma llevamos las alas.
III.
Es preciso que formemos una humanidad futura
que esté libre de prejuicios que encadenen la razón,
que desterremos los vicios que denigran y que oscuran
la limpidez de la vida con la más negra abyección.
IV.
Es preciso que vayamos con un gesto franco y noble
destruyendo viejos dogmas, que empecemos a vivir
que encaucemos los esfuerzos de nuestro vigor de roble
en formar la nueva raza que asombrará el porvernir.
V.
Juventud, hermana nuestra, venid a volcar el oro
de tu fuerza y tu nobleza en esta obra de valor,
¿no oís que en lontananza vibra el címbalo sonoro
anunciando la alborada del mañana triunfador?
VI.
Y vayamos altaneros por la senda de la idea
que el corazón de nosotros sea un solo corazón,
no defraudemos lo noble que en nuestras almas campea
que iremos a la victoria, pues tenemos la razón.